# 1974年のル・マン24時間レース

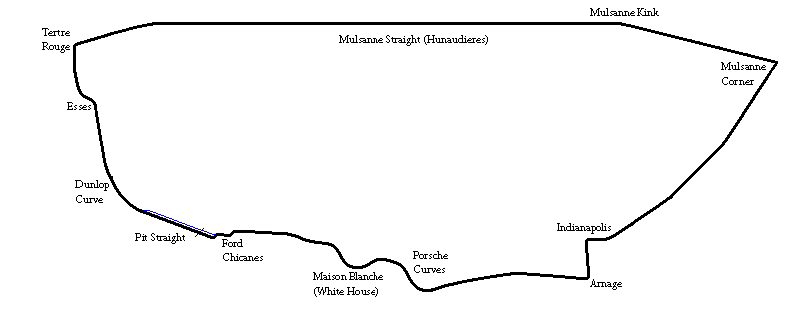
1974年のコース

1974年のル・マン24時間レース（24 Heures du Mans 1974 ）は、42回目のル・マン24時間レースであり、1974年6月15日から6月16日にかけてフランスのサルト・サーキットで行われた。

## 概要
フェラーリもアルファロメオも欠場し、優勝を狙える有力チームはマトラだけであった。
前年日本車として初めて参加したシグマ・オートモーティブ（現サード）はマツダオート東京とジョイントしての出場となった。チーム運営は加藤眞に依頼されて大橋孝至が担当した。シグマのエースでトヨタ自動車の契約ドライバーだった高橋晴邦、マツダの寺田陽次郎、岡本安弘と日本人ドライバーで固めた。新型車シグマ・MC74を持ち込み、前年と同様のマツダ・12A型エンジンを搭載し、マツダオート東京がエンジンチューンとメンテナンスを担当した。前年の経験を生かしてボディを小型化し空気抵抗を低減するなど戦闘力が上がるはずだったが、耐久性を持たせるためシグマ・MC73との比較で100kgも重くなってしまっていた。少ない人数での参加だったので作業性に留意し、何があっても修理時間が短く済むような設計とし、ドライバーに「何が何でもピットに戻って来い」と厳命し、車載工具を搭載した。

## 予選
シグマ・MC74の25号車は4分20秒4で27位と、前年の14位からかなり順位が落ちた。

## 決勝
出走したのは49台。
シグマ・MC74の25号車はインダクションボックスの金網が破れて小石が侵入し、エンジンの内部に入り込んでロータリーが破損する致命的なトラブルに見舞われた。エンジン自体の積み替えは許されないためピットでローターハウジングやサイドハウジングを残してエンジン内部をそっくり交換、これに3時間半以上かかりサーキットのオフィシャルはリタイア届を出すよう迫ったが、再びコースに復帰できた。

## 結果
完走したのは20台。
ライバル不在のアンリ・ペスカロロ/ジェラール・ラルース組のマトラ・シムカ・MS670Bの7号車が24時間で4,606.571kmを平均速度191.940km/h走って優勝した。マトラ・シムカは1972年からの3連勝であったが、この後スポーツカーの生産に力を入れることにしてレース活動を中止した。
シグマ・MC74は最後まで走って最下位でゴールを迎えたが、周回数が155周と少なく、完走扱いにはならなかった。